# Ángel Luis Morón
Ángel Luis Morón lopez (Madrid, España, 15 de julio de 1959) es un exfutbolista español que se desempeñaba como centrocampista.

## Clubes
| Club                             | País   | Año       |
| -------------------------------- | ------ | --------- |
| Rayo Vallecano                   | España | 1976-1977 |
| Real Sociedad Deportiva Alcalá   | España | 1979-1980 |
| Real Club Deportivo de la Coruña | España | 1980-1981 |
| Rayo Vallecano                   | España | 1981-1988 |
| C. A. Osasuna                    | España | 1988-1990 |
| C. D. Castellón                  | España | 1990-1991 |
| C. P. Mérida                     | España | 1991-1992 |